# Communauté de communes des Hauts du Perche
Die Communauté de communes des Hauts du Perche ist ein französischer Gemeindeverband mit der Rechtsform einer Communauté de communes im Département Orne in der Region Normandie. Sie wurde am 23. November 2016 gegründet und umfasst 10 Gemeinden. Der Verwaltungssitz befindet sich im Ort Longny les Villages.

## Historische Entwicklung
Der Gemeindeverband entstand mit Wirkung vom 1. Januar 2017 durch die Fusion der Vorgängerorganisationen
- Communauté de communes du Haut-Perche sowie
- Communauté de communes du Pays de Longny-au-Perche.[3]

Am 1. Januar 2018 wurden die Gemeinden Saint-Maurice-lès-Charencey, Moussonvilliers und Normandel zur neuen Gemeinde Charencey zusammengeschlossen.

## Mitgliedsgemeinden
| Gemeinde                                   | Einwohner 1. Januar 2022 | Fläche km² | Dichte Einw./km² | Code INSEE | Postleitzahl |
| ------------------------------------------ | ------------------------ | ---------- | ---------------- | ---------- | ------------ |
| Beaulieu                                   | 203                      | 18,06      | 11               | 61034      | 61190        |
| Bizou                                      | 141                      | 9,04       | 16               | 61046      | 61290        |
| Charencey                                  | 755                      | 45,56      | 17               | 61429      | 61190        |
| L’Hôme-Chamondot                           | 260                      | 15,92      | 16               | 61206      | 61290        |
| La Ventrouze                               | 122                      | 7,06       | 17               | 61500      | 61190        |
| Le Mage                                    | 217                      | 25,34      | 9                | 61242      | 61290        |
| Le Pas-Saint-l’Homer                       | 128                      | 9,43       | 14               | 61323      | 61290        |
| Les Menus                                  | 241                      | 11,81      | 20               | 61274      | 61290        |
| Longny les Villages                        | 2.826                    | 151,76     | 19               | 61230      | 61290        |
| Tourouvre au Perche                        | 2.989                    | 93,76      | 32               | 61491      | 61190        |
| Communauté de communes des Hauts du Perche | 7.882                    | 387,74     | 20               | –          | –            |